# El Jaimista
El Jaimista fue un periódico editado en Vitoria entre 1911 y mayo de 1914.

## Descripción
Órgano oficial de la Juventud Jaimista de Vitoria, tal y como figuraba en el subtítulo, el primer número salió el 17 de junio de 1911, con un retrato de Jaime de Borbón y Borbón-Parma en sus páginas. Estaba dirigido por Claudio Gregorio García Gil —que habría sido encarcelado durante tres meses— y entre sus colaboradores se contaron Fernando Novoa Varela, Luis Marquínez Guillarte, Luis Aragón, Jaime Biladot, Manuel Polo Peyrolón, Andrés Goiri, Julián Uribe, María de Echarri, Nicolás de Marcos, Domingo Cirici Ventalló, Manuel de Echanobe, Ángel García Álvarez, Pilar de Cavia, Severino Aznar y José María Bayas. Aunque en un principio lo imprimían los Hijos de Iturbe a cuatro páginas de 56 por 39 centímetros y a cuatro columnas, pronto redujo su tamaño a 46 por 33. La publicación cesó el 15 de mayo de 1914 para transformarse en El Eco de Vitoria, aunque finalmente salió bajo el título de El Eco de Álava a finales de ese mes.